# 藤生駅
藤生駅（ふじゅうえき）は、山口県岩国市藤生町一丁目にある、西日本旅客鉄道（JR西日本）山陽本線の駅。

## 歴史
- 1897年（明治30年）9月25日：山陽鉄道広島駅 - 徳山駅間の延伸と同時に開業[2]。旅客・貨物の取扱を開始[2]。
- 1906年（明治39年）12月1日：山陽鉄道の国有化により、官営鉄道の駅となる[2]。
- 1909年（明治42年）10月12日：線路名称制定。山陽本線の所属となる。
- 1961年（昭和36年）10月1日：貨物の取扱を廃止[2]。
- 1978年（昭和53年）4月2日：駅舎改築[3]。
- 1984年（昭和59年）2月1日：荷物扱い廃止[2]。
- 1987年（昭和62年）4月1日：国鉄分割民営化により、西日本旅客鉄道（JR西日本）の駅となる[2]。
- 1994年（平成6年）12月3日：中国交通事業株式会社（JR西日本広島メンテック）による業務委託駅となる。
- 2004年（平成16年）10月：窓口営業時間を変更し、平日のみの営業となる。また、閉鎖時間帯を導入。
- 2020年（令和3年）10月1日：無人化。
- 2022年（令和4年）3月12日：ICカード「ICOCA」の利用が可能となる[4]。

## 駅構造
相対式ホーム2面2線の地上駅。互いのホームは跨線橋によって連絡している。上下線の間にはホームのない中線があるが架線は張られていない。
岩国駅管理の無人駅である。

### のりば
| ホーム | 路線      | 方向 | 行先           |
| ------ | --------- | ---- | -------------- |
| 駅舎側 | ■山陽本線 | 下り | 柳井・徳山方面 |
| 反対側 | ■山陽本線 | 上り | 岩国・広島方面 |

- 案内上ののりば番号は設定されていない。

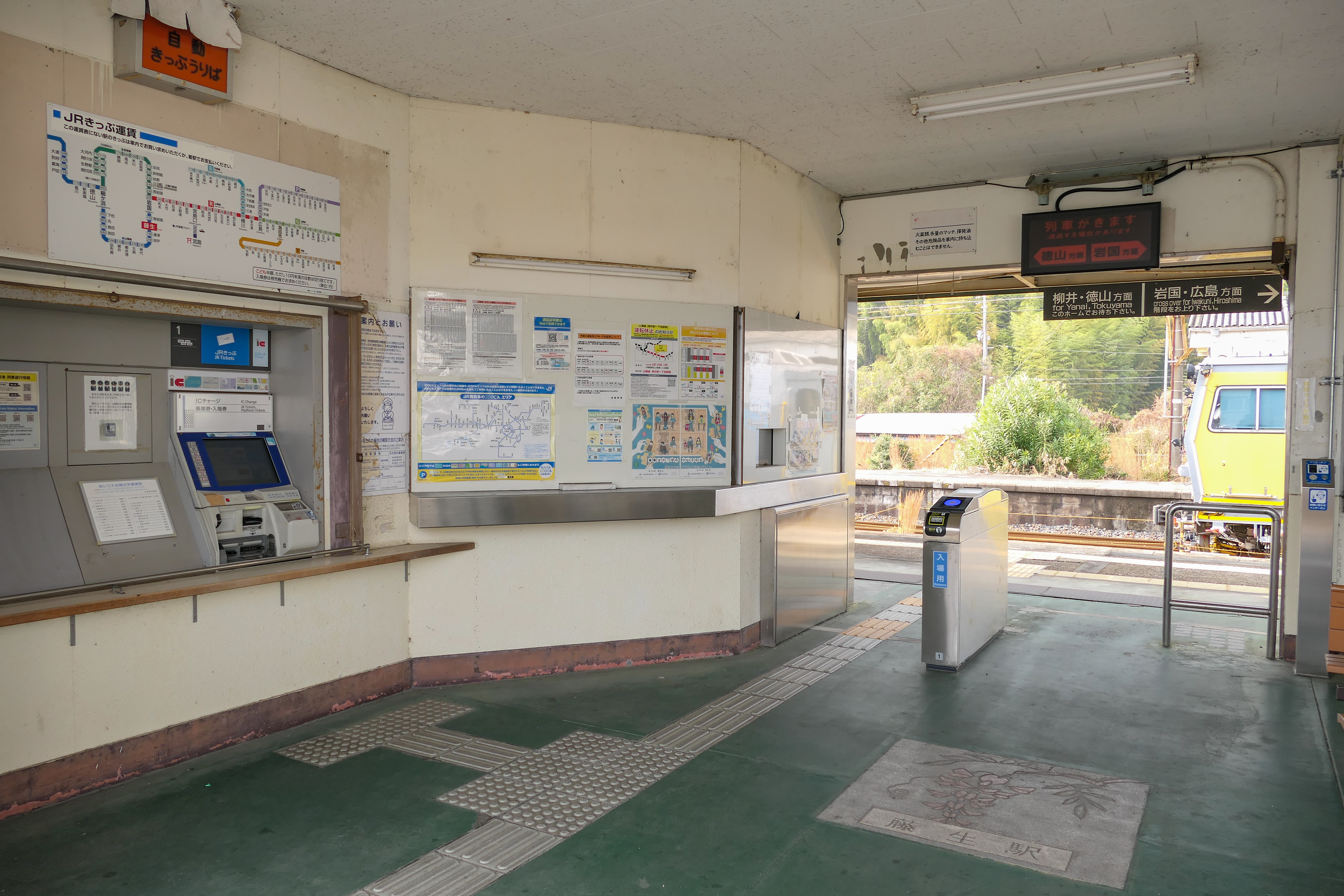
改札口と切符券売機
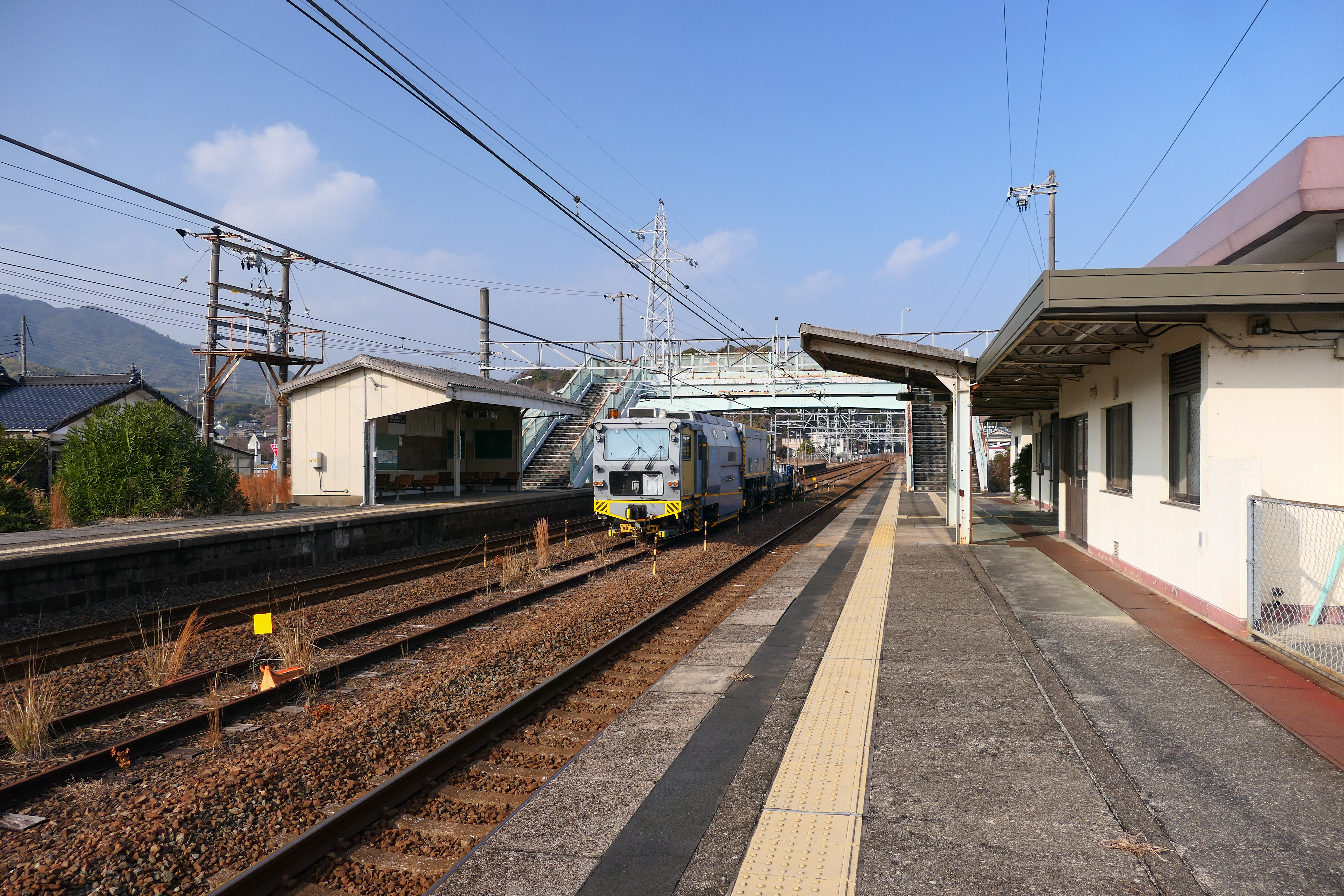
ホーム

## 利用状況
1日の平均乗車人員は以下の通りである。
| 乗車人員推移       | 乗車人員推移 |
| 年度               | 1日平均人数  |
| ------------------ | ------------ |
| 1999年（平成11年） | 973          |
| 2000年（平成12年） | 936          |
| 2001年（平成13年） | 907          |
| 2002年（平成14年） | 893          |
| 2003年（平成15年） | 919          |
| 2004年（平成16年） | 883          |
| 2005年（平成17年） | 873          |
| 2006年（平成18年） | 812          |
| 2007年（平成19年） | 792          |
| 2008年（平成20年） | 750          |
| 2009年（平成21年） | 768          |
| 2010年（平成22年） | 734          |
| 2011年（平成23年） | 717          |
| 2012年（平成24年） | 698          |
| 2013年（平成25年） | 586          |
| 2014年（平成26年） | 564          |
| 2015年（平成27年） | 586          |
| 2016年（平成28年） | 586          |
| 2017年（平成29年） | 557          |
| 2018年（平成30年） | 510          |
| 2019年（令和元年） | 507          |
| 2020年（令和02年） | 457          |
| 2021年（令和03年） | 452          |
| 2022年（令和04年） | 456          |

## 駅周辺
- 岩国藤生郵便局
- 山口県立岩国総合高等学校
- 岩国市立灘中学校
- 岩国市立灘小学校
- 岩国市立中洋小学校
- 国道188号
- 山口県道112号
- 山口県道136号

### バス路線
当駅出入口から約50m程度の距離に、いわくにバスの藤生駅バス停留所がある。国道188号と交差するまで直進して右折（国道188号上）。
主なバス運行路線
- 南岩国駅、岩国駅方面（途中経由地の違いにより、大きく4系統に分かれる)
- 錦帯橋方面（岩国駅まで直通運行している）
- 通津駅方面（一部は由宇駅方面まで延伸。終着点近くの運行経路の違いにより、大きく2系統に分かれる)

## 隣の駅
西日本旅客鉄道（JR西日本）
■山陽本線
南岩国駅 - 藤生駅 - 通津駅